# Фаулер, Генри Уид
Генри Уид Фаулер (англ. Henry Weed Fowler; 23 марта 1878, Филадельфия, Пенсильвания — 21 июня 1965) — американский зоолог, автор монографий.

## Биография
Он учился в Стэнфордском университете под руководством Дэвида Старра Джордана. В начале XX-го века он поступил в Академию естественных наук в Филадельфии, где работал в качестве ассистента с 1903 по 1922 годы. С 1922 по 1934 год он курировал секцию позвоночных животных, с 1934 по 1940 год он был куратором отделения рыб и рептилий, а с 1940 года и до своей смерти в 1965-м году — куратором отделения рыб.
В 1927 году он был одним из основателей Американского общества ихтиологов и герпетологов (American Society of Ichthyologists and Herpetologists), где служил в качестве казначея и кассира до конца 1927 года.
В 1936—1937 годах он принимал участие в экспедиции в Боливию.
В своей работе он описывал различные предметы и животных, в том числе ракообразных, птиц, рептилий и амфибий. Но основной акцент он делал на рыб.

## Публикации
- Further Knowledge of some heterognathus fishes, Proc. Acad. Nat. Sci, Philadelphia, 1906
- Fishes from the Madeira River, Brazil Proc. Acad. Nat. Sci, Philadelphia, 1913
- Fishes from Nicaragua, Proc. Acad. Nat. Sci, Philadelphia, 1923
- Some New taxonomic names of fishlike vertebrates, Not. Nat. Philadelphia, 1958